# ایسکیا (کامپانیا)
ایسکیا (به ایتالیایی: Ischia) یک کومونه در ایتالیا است که در استان ناپل واقع شده‌است. ایسکیا ۸ کیلومتر مربع مساحت و ۱۸٬۶۰۶ نفر جمعیت دارد.

## خواهرخوانده
شهرهای سان فرانسیسکو، لس آنجلس، باری (ایتالیا)، مار دل پلاتا، کاستل سان جیورجیو، لنی (مسینا) و مارینو، لاتسیو خواهرخوانده‌های ایسکیا هستند.